# Gottfried V. (Anjou)

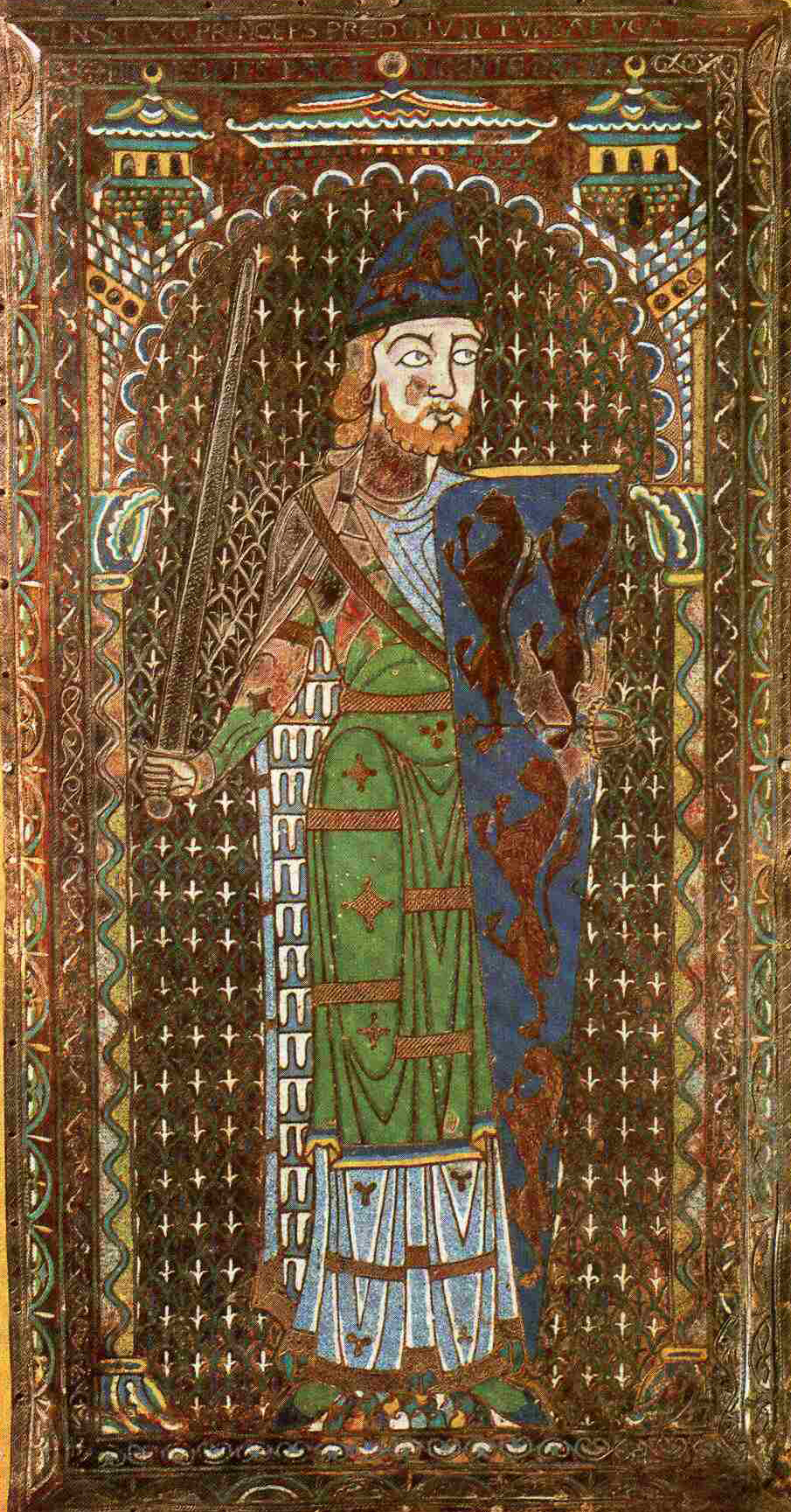
Darstellung Gottfrieds V. von Anjou auf der Grabplatte seines Grabes in der Kathedrale von Le Mans. Die Inschrift am Kopfende der Grabplatte lautet: ENSE TUO PRINCEPS PREDONUM TURBA FUGATUR ECCLESIISQ[UE] QUIES PACE VIGENTE DATUR.

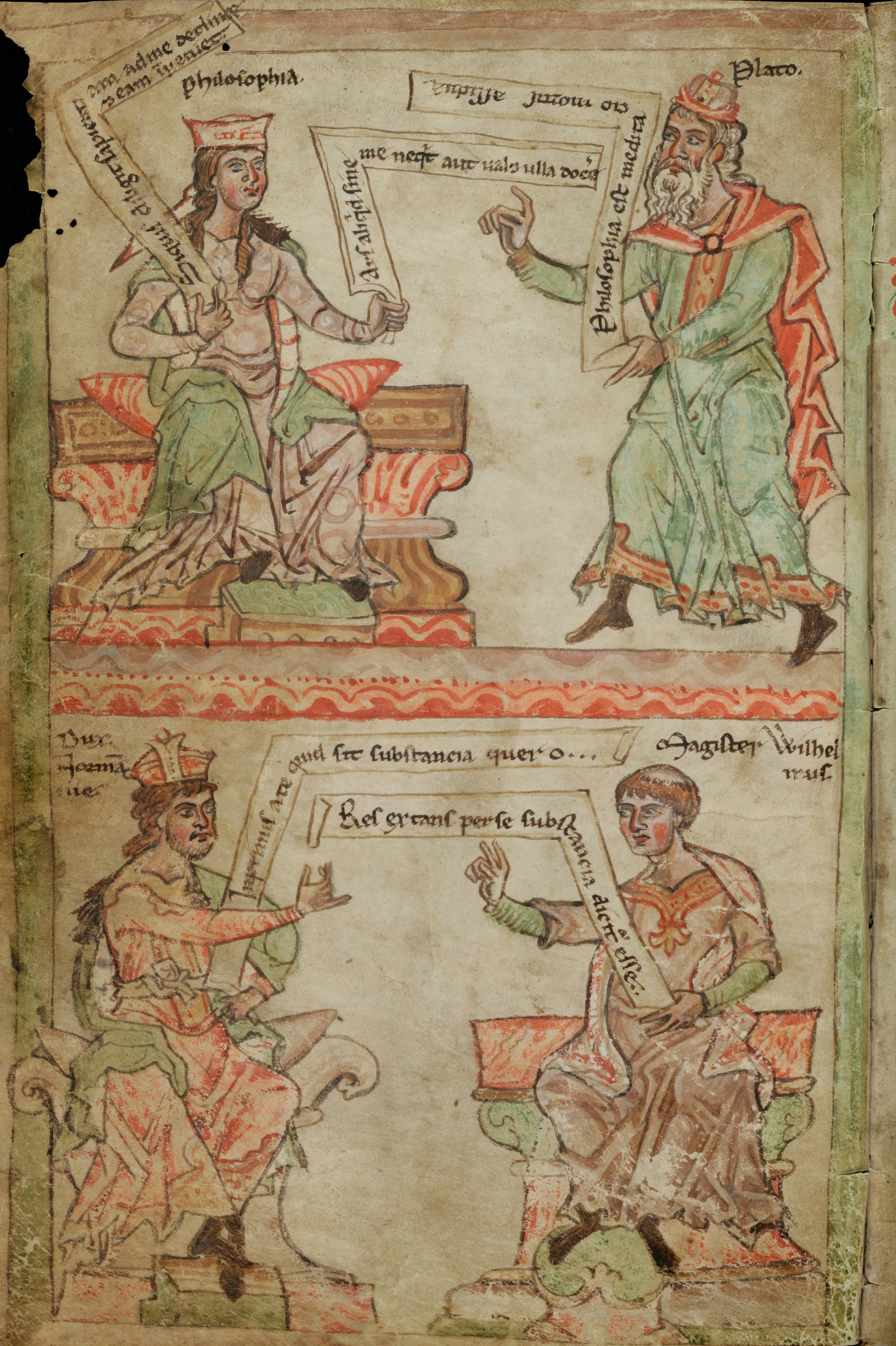
Frontispiz einer Handschrift des Dragmaticon von Wilhelm von Conches. Dargestellt sind Platon (oben rechts) im Gespräch mit der personifizierten Philosophie (oben links) sowie Wilhelm von Conches (unten rechts) mit Gottfried V. (unten links).

Gottfried V. (franz.: Geoffroy, engl.: Geoffrey; * 24. August 1113; † 7. September 1151 in Château-du-Loir), genannt der Schöne (le Bel) oder Plantagenet, war von 1129 bis zu seinem Tod Graf von Anjou, Tours und Maine (Grand-Anjou) aus dem Haus Château-Landon. Er war der älteste Sohn des Grafen Fulko V. des Jüngeren († 1144) und dessen erster Ehefrau Eremburge de La Flèche († 1126), Erbin der Grafschaft Maine.

## Leben
Nachdem sein Vater sich 1129 dazu entschlossen hatte, für immer in das Heilige Land zu ziehen, übernahm Gottfried dessen umfangreiches Erbe. In den ersten Jahren seiner Herrschaft musste er sich gegen unbotmäßige Vasallen behaupten und belagerte dabei Mirebeau und L’Île-Bouchard. 1132 traf sich Gottfried in Tours mit Papst Innozenz II., womit er diesen auch als rechtmäßiges Oberhaupt der Kirche anerkannte; zuvor hatte er den Gegenpapst Anaklet II. unterstützt.
1129 schloss Gottfried als knapp 16-Jähriger die folgenreiche Ehe mit der „Kaiserin“ Matilda, der Witwe von Kaiser Heinrich V. und Erbtochter König Heinrichs I. von England, von dem Gottfried im Vorfeld dieses Anlasses auch zum Ritter geschlagen wurde. Diese Ehe fand unter den anglo-normannischen Baronen keine ungeteilte Zustimmung, waren die Angeviner doch generationenlange Rivalen der Normannen in Westfrankreich. Deshalb unterstützten die Barone nach dem Tod des alten Königs 1135 den Cousin Matildas, Stephan von Blois, der sich der Throne Englands und der Normandie bemächtigen konnte. Gottfried und seine Frau nahmen den Kampf gegen Stephan auf, der in den englischen Bürgerkrieg (The Anarchy) mündete. Mathilde und ihr Halbbruder Robert of Gloucester führten den Kampf ab September 1139 in England. Nachdem diese in der Schlacht von Lincoln (1141) Stephan gefangen nehmen konnten, wurde Matilda zur Herrin Englands proklamiert. Der Krieg sollte dennoch weitergehen, nachdem sie im November 1141 genötigt war, Stephan im Austausch für ihren Bruder wieder freizulassen.
1142 wurde Gottfried von seiner Frau nach England gerufen, die dort in Oxford von Stephan belagert wurde, doch er weigerte sich, da er seine militärischen Anstrengungen auf die Normandie konzentrieren wollte. Am 19. Januar 1144 eroberte Gottfried Rouen und konnte als Herzog der Normandie inthronisiert werden. In den darauffolgenden Jahren stabilisierte Gottfried seine Herrschaft in der Normandie. 1145 warf er eine Revolte seines Bruders Elias nieder und ließ ihn in den Kerker sperren. In England aber konnte sich Mathilde nicht mehr halten, gab ihre Ansprüche gegen Stephan auf und verließ im März 1148 die Insel. Die Machtübernahme Gottfrieds in der Normandie führte ihn in einen direkten Gegensatz zu König Ludwig VII. von Frankreich, der seinem Machtzuwachs mit Misstrauen begegnete. Gottfried belagerte 1150 die Burg Montreuil-Bellay, die vom königlichen Seneschall des Poitou verteidigt wurde. Darauf verbündete sich König Ludwig mit Eustach IV. von Boulogne, dem Sohn König Stephans und vormaligen Herzog der Normandie; beide drangen im Frühjahr 1151 in die Normandie vor und belagerten Arques und Séez. Eine Erkrankung des französischen Königs im August 1151 zwang diesen zur Beendigung des Kampfes und zum Rückzug aus der Normandie.
Zur Beilegung des Konflikts reiste Gottfried mit seinem ältesten Sohn Heinrich im September 1151 nach Paris und überzeugte dort König Ludwig VII. vom Anrecht des Hauses Anjou auf die Normandie, worauf der junge Heinrich dem französischen König den Lehnseid für die Normandie leistete. In Paris trafen sie auch auf Königin Eleonore von Aquitanien, die sich im folgenden Jahr von ihrem Gemahl trennen und Heinrich heiraten sollte.
Auf der Rückreise in sein Stammland wurde Gottfried plötzlich krank und starb überraschend 25 km südöstlich von Le Mans. Er wurde in der Kathedrale St. Julien beigesetzt.

## Plantagenet
Der angevinische Chronist Jean de Marmoutier beschrieb Gottfried als großen Krieger, gutaussehend, rothaarig und lebensfroh, was seinen weniger bekannten Beinamen „der Schöne“ erklärt. Der anglo-normannische Chronist Radulfus de Diceto hingegen wies ihm einen kalten und eigennützigen Charakter zu.
Der Nachwelt ist Gottfried vor allem unter seinem zweiten zeitgenössischen Beinamen Plantagenet bekannt, der sowohl von seinem Biographen Jean de Marmoutier als auch von dem Dichter Wace im Roman de Rou verwendet wurde. Dieser geht auf seine Angewohnheit zurück, einen Ginsterzweig (lat.: planta genista; franz.: [plante] genêt) als Helmzier zu tragen und sollte sich ab dem 15. Jahrhundert rückwirkend auf alle seine Nachkommen als Dynastiename durchsetzen. Verbunden mit diesem Namen ist besonders die Ära des sogenannten „angevinischen Reichs“ (Reich von Anjou), welches unter Gottfrieds Sohn und Enkelsöhnen eine bedeutende historische Rolle in Westeuropa einnahm, und die damit einhergehende Zäsur des Verhältnisses der Angeviner zum Königtum der Kapetinger. Waren Gottfried und seine Vorfahren noch weitestgehend loyale Vasallen der französischen Könige, sollten seine Nachkommen zu deren ärgsten Rivalen avancieren.
Hauptquelle zum Leben des Grafen Gottfried Plantagenet ist die ihm gewidmete Biographie Historia Gaufredi ducis Normannorum des Jean de Marmoutier, die zwischen den Jahren 1170 und 1180 verfasst wurde. Weiterhin ist die vom selben Autor überarbeitete Fassung der Gesta Consulum Andegavorum zu nennen. Beide Werke wurden von Louis Halphen und René Poupardin veröffentlicht.

## Ehe und Nachkommen

Gottfried von Anjou erhielt sein Wappen anlässlich seiner Schwertleite von seinem Schwiegervater.

Gottfried wurde am 17. Juni 1128 in Le Mans verheiratet mit der zehn Jahre älteren Matilda († 10. September 1167), Erbtochter des Königs Heinrich I. und dessen erster Ehefrau Edith von Schottland († 1118).
Mathilda als Witwe des Kaisers Heinrich V. war nicht eben begeistert, einen einfachen Grafen zu ehelichen, der zudem noch ein halbes Kind war. Die Ehe war eher turbulent als harmonisch zu nennen, mal wurde Mathilda von ihrem Gatten im Zorn verstoßen, mal wieder in allen Ehren aufgenommen.
Doch trotz aller Reibereien bekam das Paar drei Söhne:
- Heinrich Kurzmantel (* 5. März 1133, † 6. Juli 1189), Graf von Grand-Anjou, Herzog der Normandie, ab 1154 als Heinrich II. König von England
- Gottfried VI. (* 1. Juni 1134, † 26. Juli 1158), Graf von Anjou und Nantes
- Wilhelm Langschwert (* 22. Juli 1136, † 30. Januar 1164)

Er hatte außerdem noch die unehelichen Kinder:
- Emma d’Anjou (* ca. 1128), ⚭ Dafydd ab Owain († 1203; Haus Gwynedd)
- Marie d’Anjou († ca. 1216), Äbtissin in Shaftesbury (Dorset)
- Hamelin (* 1129, † 7. Mai 1202), Earl of Surrey
  - ⚭ Isabel de Warenne (* 1139; † 12. Juli 1203), Erbtochter von William de Warenne, 3. Earl of Surrey und Ela von Ponthieu